# Колдовская любовь (телесериал)
«Колдовская любовь» — украинско-российский мистико-драматический телесериал.
Первая, 62-серийная часть сериала, была снята по заказу украинского канала «Интер» в 2008 году, а через год, после успеха сериала на российском телевидении, по заказу канала «Россия» для рубрики «Русская серия» было снято 16-серийное продолжение под названием «Легенды колдовской любви».

## Сюжет

### Первый сезон. Колдовская любовь
События происходят в глухой деревне Константиновка, затерянной в брянских лесах, расположенной в 40 километрах от райцентра и отрезанной от внешнего мира. В деревне уже пять лет не рождаются дети, единственное, что держит жителей в ней — работа на местной лесопилке.
Главная героиня, пять лет учившаяся в городе, возвращается в деревню, где живут её мать и бабушка, получив письмо с просьбой приехать, которое никто не отправлял.
С её появлением происходит цепочка странных и мистических событий: коровы доятся чёрным молоком, куры несутся змеиными яйцами, таинственно исчезают трое туристов, одного из приехавших расследовать их пропажу милиционеров убивает молнией и тело его исчезает, а второй теряется.
Суеверные местные жители, выросшие на легендах и преданиях, начинают связывать таинственные события с приездом героини.
Местный участковый Фёдор, которому начальство дало неделю срока, начинает разбираться в истории деревни и старом предании о Ведьмином озере.

Судя по многочисленным интернет-откликам, неожиданная и незаконченная концовка первой части мистического сериала о девушке, которая вдруг оказывается ведьмой, аудитории даже понравилась. И справедливо ожидание продолжения, чтобы уже в новом творении о чертовщине в далекой деревне раскрылись нераскрытые загадки.

### Второй сезон. Легенды колдовской любви
Действие происходит в райцентре Кирилловск, куда из деревни приезжает главная героиня первой части сериала. В это время в городе бесследно пропадают несколько человек. Начальник милиции, знакомый с таинственной историей деревни Константиново, вызывает деревенского участкового Фёдора на помощь местному следователю. В ходе расследования к Фёдору попадает старинная тетрадь с описанием таинственной истории начала XIX века.

## В ролях
- Наталья Терехова — Женя
- Алексей Шевченков — Фёдор, участковый
- Анна Уколова — Надя
- Станислав Боклан — начальник милиции

### В первом сезоне
Линия современности:
- Любовь Тихомирова — Лиза
- Иван Лапин — Витя
- Анатолий Котенёв — Игнат
- Светлана Письмиченко — Ира
- Дмитрий Ратомский — Вова
- Олеся Власова — Катя
- Виктор Сарайкин — Семён
- Татьяна Колганова — Маша
- Олег Стальчук — Дима
- Ольга Когут — Вера
- Мария Козлова — Света
- Ян Цапник — Веня, ветеринар
- Валерий Прохоров — Пушкин
- Михаил Жонин — Георгий
- Светлана Отченашенко — баба Зоя, бабушка Жени
- Инна Капинос — Нина, мать Жени
- Нина Касторф — баба Клава
- Галина Опанасенко — баба Дуся
- Иван Колесников — Кот
- Сергей Стрельников — Миша
- Екатерина Никитина — Эльза
- Сергей Лупильцев — Медведь
- Юрий Кузьменков — пастух
- Валерий Астахов — милиционер из района
- Назар Заднепровский — Пастухов, милиционер из района

Историческая линия:
- Наталья Терехова — ведьма
- Дмитрий Савченко — граф
- Андрей Саминин — Степан
- Олег Драч — фотограф

### Во втором сезоне
Линия современности:
- Наталья Кудряшова — Аня
- Екатерина Маликова — Юля
- Виталий Линецкий — Славик
- Андрей Приходько — Валера
- Татьяна Орлова — Лариса
- Максим Максимюк — Генка
- Андрей Кириллов — Павел
- Сергей Барковский — Витольд
- Сергей Калантай — Сикорский
- Анатолий Ященко — криминалист

Историческая линия:
- Вадим Андреев — Лисицин
- Михаил Филиппов — Арсеньев
- Катерина Шпица — Наташа
- Евгений Шах — Фрол
- Александр Суворов — Слуцкий
- Елена Аминова — Щекочиха
- Иоланта Пилипенко — Глаша
- Владимир Горянский — доктор
- Ирина Кравченко — Люба

## Съёмки
Для съёмок фильма на площадку у села Шпитьки были привезены из под города Щорс оставшиеся со съёмок другого фильма дома, а также избы из разных заброшенных посёлков — так была построена небольшая деревенька в 25 домов с двумя улицами (как обычно, Ленина и Гагарина). Через год деревню практически всю сожгли во время съёмок фильма про войну.
Съёмки исторической части проходили в усадьбе «Самчики», здание усадьбы изображает в фильме здание школы.
Основные действия второго сезона сериала снимали в городке Макарове, отдельные объекты в Ирпене, Буче, Ворзеле и Шпитьках, а историческую линию снимали в усадьбе «Качановка».
По словам режиссёра и актёров телесериал изначально снимался как художественный многосерийный телефильм, а не как сериал:

Всё снималось по-настоящему. У нас было много репетиций, каждая роль разбиралась, что по нынешним временам в сериалах — большая редкость.— исполнительница главной роли Наталья Терехова

Стилистически мы хотели сделать картину наподобие старого доброго советского многосерийного кино: «Вечный зов», «Строговы», «Угрюм-река». Это не мистическая история в чистом виде — магия присутствует, но скорее как антураж, нежели суть. А во главе этой истории стоит всё-таки человек.— режиссер сериала Владимир Балкашинов
В фильме почти отсутствуют спецэффекты и компьютерная графика: грозы и отблески молний, ураган со смерчами в одной из сцен — настоящие, съемку кульминационной сцены режиссёр специально назначил на полнолуние.
Для театральной актрисы Народной артистки Украины Светланы Отченашенко это стала первая работа в кино.
Ритуальный нож изготовлен путём слепка с ножа, датируемого XII—XIV веками, из экспозиции раннего Средневековья Киевского исторического музея.
Уазик, на котором разъезжает милиционер Фёдор, сильно полюбился актёру Алексею Шевченкову, и за время съёмок получил ласковое прозвище — «мой маленький зеленый вепрь».
В финальной сцене обряда зяблик действительно влетел в пламя, но случайно, а не по сценарию. Сцену переснимать не стали, а птицу, обжёгшую себе крылья, спасли ветеринары.

## Показ
На Украине сериал шёл с 24 февраля по 16 мая 2008 года в прайм-тайм (слот 20:30) телеканала «Интер». Сериал заменил окончившийся сериал «Татьянин день», и первые серии были показаны в тот же день, чем иногда и объясняется успех сериала — 44 % доли для первых серий. За два месяца показа сериал стал на Украине самым рейтинговым сериалом (рейтинг 15,3 %, доля 34,8 %), ненадолго уступив первое место лидера только 10-серийному фильму «Диверсант. Конец войны».
В России сериал шёл с 16 июня по 4 сентября 2008 года в прайм-тайм (слот 21:00) телеканала «Россия», и на протяжении 15 недель оставался в лидерах (рейтинг 9,4 %, доля 27,6 %), в первую же неделю заняв первое место в рейтинге и в дальнейшем лишь однажды на одной из недель один процент доли уступив начальным сериям четвёртой части популярного сериала «Две судьбы. Новая жизнь». С 10 февраля по 3 апреля 2009 года на канале «Россия-1» в дневном эфире (слот 14:40) был повторный показ , но показали только 32 серии. Полностью первый сезон зимой 2014-2015 повторил телеканал «Феникс Плюс Кино».
В борьбе за аудиторию «Первый канал» запустил одновременно сразу два сериала с элементами мистики с участием популярных актёров, но безрезультатно:

На канале «Россия» уже полтора месяца идёт сериал «Колдовская любовь», который бьёт все рейтинги. На Первом канале в это же самое рейтинговое время стали показывать подряд сразу два телесериала — «Спасите наши души», где в главной роли снялась красавица Екатерина Гусева и «Монтекристо» с популярным Ильёй Шакуновым в главной роли. При этом, что интересно, в обоих сериалах много мистики, будто их специально показывают в то же время, когда и у конкурентов идет сериал с мистическим сюжетом. Но все эти ухищрения пока результатов не дали.— Андрей Дмитриев, Газета «Мир Новостей», 2008
Фильм также показывался в Казахстане на телеканале КТК и в Белоруссии на национальном телеканале СТВ.
Второй сезон сериала был менее успешен: на Украине получил вдвое меньшую долю по сравнению с первой частью, в России вторая часть занимала только 9 место в рейтинге.
Тем не менее на волне успеха сериала сценарист и режиссёр в 2009 году сняли 12-серийный сериал «Разлучница», в котором участвовали почти все актёры из «Колдовской любви».
Третья часть сериала изначально планировалась, с актёрами из первой части, и герои должны были вернуться в деревню, но продолжение снято не было. В 2016 году продюсер «Колдовской любви» снял 20-серийный сериал «Ведьма», при этом отметил, что «на самом деле это — „Колдовская любовь“» — в сериале использованы те же музыкальные темы, сериал похож стилистически, и хотя имена действующих лиц новые, но узнаваемы типажи. Из актёров «Колдовской любви» в новом сериале участвовали только Любовь Тихомирова и Михаил Жонин, главную роль в фильме сыграла Евгения Лоза.

## Критика
Неоднократно было замечено, что сериал «нечто вроде „Твин Пикса“ на фоне постсоветских деревенских реалий». По словам создателей сериала, они и не делали вид, что не замечают такого сходства, а напротив, утрировали его: так единственным предприятием населённого пункта также как и в «Твин Пикс» является лесопилка, но сюжет оригинален и далёк от «Твин Пикса».

Телесериал выбивается из рамок и претендует на звание настоящего художественного многосерийного фильма. Иногда зрителям хочется отстраниться от привычных перестрелок и погрузиться в благостную, пусть и страшноватую атмосферу деревенской глуши с расписными платками на плечах героинь, дотошными сельскими милиционерами и непередаваемым великолепием озёр со склоняющимися к ним берёзами.— Евгения Жиркина, Сайт «Наш Фильм»

Сериал для тех, кто устал от бесконечных диалогов героев в офисных интерьерах. В нём есть аромат советского кино о деревенской жизни, колоритные персонажи, не отпускающая до последнего сюжетная интрига.— Кирилл Вышинский, собственный корреспондент представительства ВГТРК на Украине

«Колдовская любовь» — сериал, как говорят критики, многослойный. Снимали не мыло. Снимали художественное кино. Ленту с этаким шукшинским мироощущением деревни, её корней. Телеманы уже назвали его новой русской деревенской сагой. Молва и пересуды, ревность и измены и, конечно, почти шолоховское тоска по настоящей любви.— Дмитрий Кайстро, специальный корреспондент ВГТРК

## Награды
В 2008 году фильм вышел в финал украинской премии «Телетриумф» в категории «Художественный фильм (сериал)» наряду с сериалом «Внеземной», но в тот год победитель определён не был.
В 2016 году Госкино Украины запретило фильм к показу.